# 杨秀山
杨秀山（1914年9月8日—2002年11月27日），原名杨木森，中国人民解放军中将，中国共产党第七次全国代表大会代表、中共中央顾问委员会委员。
1929年，加入中国共产主义青年团。1930年5月，参加中国工农红军。1934年，转入中国共产党。1955年获一级八一勋章、二级独立自由勋章、一级解放勋章。1988年获一级红星功勋荣誉章。1963年9月，任武汉军区副司令员。文化大革命中遭隔离审查。1977年，任中国人民解放军政治学院副院长。1981年至1984年任中国人民解放军后勤学院院长。。